# Leontopodium stracheyi
Leontopodium stracheyi là một loài thực vật có hoa trong họ Cúc. Loài này được unranked. x subulatum Hand.-Mazz. mô tả khoa học đầu tiên.